# 301-es parcella
A 301-es parcella az 1956-os forradalmat követő megtorlás sok áldozatának nyughelye a rákoskeresztúri Új köztemetőben. A magyar nemzet egyik legfontosabb történelmi emlékhelye. Itt található a kivégzett magyar mártír miniszterelnök, Nagy Imre sírja is.
Magyarországon – és valószínűleg az egész világon – az egyetlen temetőrész, amelyet pusztán a parcellaszám említése egyértelműen azonosít. Akik csak egy keveset hallottak a parcella történetéről, nevéről azok is a forradalomra és az itt eltemetettekre – köztük Nagy Imre volt miniszterelnökre – asszociálnak.
A parcella nem csak a nemzeti harc, bukás és feltámadás szimbóluma, jelképe a nemzet sok évtizedes kettészakadottságának is. A magyarországi közéletben még több mint ötven évvel a forradalom után is folytak elkeseredett viták a forradalom és a kommunista rendszer által hátrahagyott örökség megítélése körül, az évfordulókon a baloldali politikai térfélről érkező megemlékezőket, sőt a forradalomnak a politikai baloldalra került résztvevőit is gyakran köszöntötte füttyszó a 301-es parcellában.
A megtorlás áldozatai közül itt nyugszik többek közt Angyal István, Iván Kovács László, Dudás József, Szabó János, Mansfeld Péter, Tóth Ilona és Nickelsburg László, akit a megtorlás utolsó áldozataként 1961. augusztus 26-án végeztek ki.
2008-ban a Nemzeti Emlékhely Bizottság döntése következtében levették a 301-es parcella névtábláit, mert a nevek 30-40 százaléka köztörvényes bűnözőké és háborús bűnösöké volt, nem csak a kommunizmus áldozatainak nevei szerepeltek rajtuk.

## A megtorlás

### A temetések időrendje, módszere
A forradalmat követő és nagyszámú áldozatot követelő kommunista megtorlás során különböző időpontokban temettek ide kivégzetteket, tehát a hatalmas Új köztemető (Európa legnagyobb temetője) bejáratától a lehető legtávolabb eső, ekkor még nagy felhasználatlan, elvadult területek övezte parcellát nyilvánvalóan nem esetlegesen, hanem tervszerűen használták erre a célra.
Losonczy Gézát még halála napján, 1957. december 21-én felboncolták és valószínűleg még aznap éjjel eltemették a 301-es parcellában. Szilágyi Józsefet valószínűleg 1958. április 24-én temették ide, mivel általában még a kivégzés napján eltemették a kivégzettet.
Nagy Imre, Maléter Pál és Gimes Miklós esete más volt. Őket 1958. június 16-án végezték ki és a Kozma utcai Kisfogház udvarán temették el. A hant fölé egy autónyi rossz irodabútort, limlomot hánytak. "1961. február 24-én titokban kiásták a koporsókat, köréjük kátránypapírt drótoztak és átvitték a szomszédos Újköztemető 301-es parcellájába, ahol hamis nevek alatt (Nagy Imrét „Borbíró Piroska” fedőnéven) jeltelen sírba ismét elásták" – írta Rainer M. János történész.
A Kozma utcai börtönben egy tisztekből és tiszthelyettesekből álló tízfős brigád kezdte meg 1961. február 24-én 16 óra 45 perckor a kihantolást. Innen 19 óra 15 perckor, teljes sötétségben mentek az Új köztemető 301-es parcellájához, ahol a 23. sor 8-as sírhelyébe Naszladi Péter (született: Arad, 1901. április 12.., anyja neve: Móricz Zsuzsanna) fedőnéven helyezték el Gimes Miklós és Maléter Pál koporsóját, Maléter került alulra. A 23. sor 9-es sírhelyébe Borbíró Piroska (született: Párkánynána, 1908. december 25.., anyja neve: Nagy Eszter) fedőnéven temették el Nagy Imrét, e műveletet 20 óra 35 perckor fejezték be. Ezeket a fedőneveket csupán a temető igazgatása kapta meg, nyilvántartásba más szervnél nem kerültek.
A módszer az volt, hogy a sírhelyet előre megrendelték, név nélkül, vagy fiktív néven, a sírgödröt kiásatták, az elhantolást pedig rendőrök végezték. (Losonczy Géza esetében a sietség miatt a gödröt is a rendőröknek kellett kiásniuk.)
Rainer M. János történész szerint a politikai okokból kivégzettek jeltelen elhantolásának ekkor már jó tízéves gyakorlata volt Magyarországon. Ezt igazolja, hogy a 301-es parcellába nem csak az 1956-os forradalom utáni megtorlás áldozatait temették. Itt nyugszik például Pógyor István, a Keresztyén Ifjúsági Egylet cserkészvezetője is, aki 1953-ban halt meg a kommunista rezsim börtönében, de sírjának helyét csak 1989-ben tudhatták meg a hozzátartozók. Itt nyugszik az állam elleni összeesküvés vádjával 1950-ben kivégzett vitéz Tóth Lajos, a légierő századparancsnoka, becenevén "Drumi" is.

## Az újrafelkutatás
A sírok újrafelkutatása 1988 júniusában indult meg egy titkos állambiztonsági parancs nyomán, amelyben Grósz Károly utasította a Belügyminisztérium Állambiztonsági Főcsoport vezetőjét, Harangozó Szilveszter rendőr altábornagy, miniszterhelyettest, hogy derítse ki: hol vannak Nagy Imrének és társainak földi maradványai.
Ekkor már a Belügyminisztérium vezetésének nem volt arról információja, hogy hol vannak eltemetve Nagy Imrének és társainak a földi maradványai, ezért kutatniuk  kellett. (Ez nem is az első kísérlet volt: 1981-ben sikertelenül végződött a BM vizsgálati osztálya egyik vezetőjének egyszemélyes kutatása, így a további keresést akkor megszüntették.)

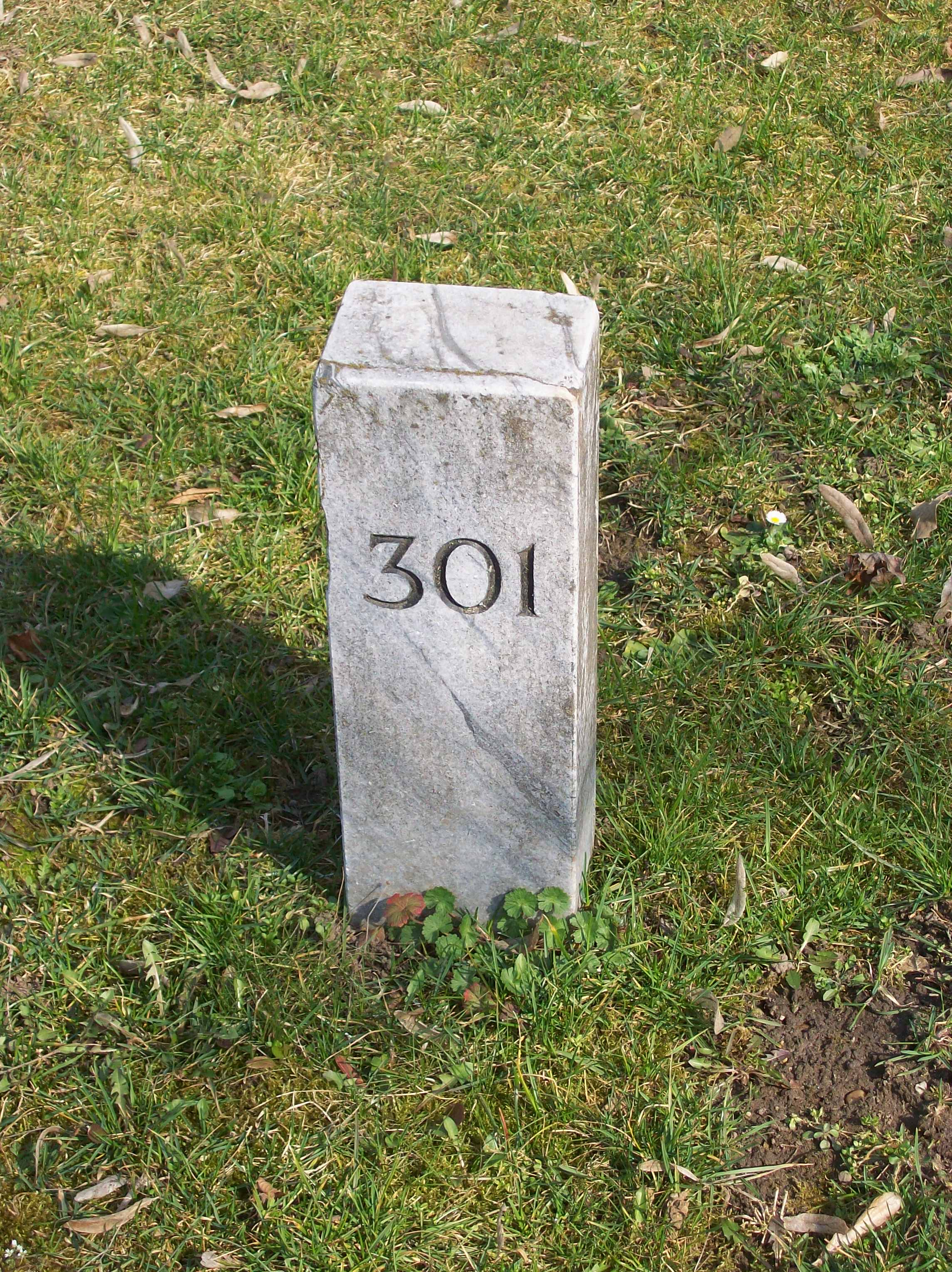
A 301-es parcella jelzése

Pajcsics József ezredes, aki 1988 nyarán a belügyminisztérium vizsgálati osztályának helyettes vezetője volt, arról számolt be, hogy a kutatáshoz egy napra engedélyt kapott a betekintésre a Nagy Imre-per irataiba a minisztérium titkos adattárában. A "Darázsfészek" nevű dossziéban talált meg két térképvázlatot és egy kézzel írott jelentést, amelyek alapján végül sikerült megtalálni a sírt.
A hozzátartozókat és a közvéleményt a kutatási folyamatból kizárták (nem is tudhattak róla).
„Amikor eljutottam a 301-es parcellába, elképesztő állapotok tárultak elém. Magas fű és bozót borította a területet, amelynek a határait sem lehetett megállapítani. A sírok helyét süppedések jelezték, nem voltak felhantolva. A parcella kb. 3 kilométerre volt a főbejárattól, nagyobbrészt alig járható földút vezetett oda" – emlékszik vissza Pajcsics József, a kutatásban részt vevő főtiszt. Öt évvel korábban Vásárhelyi Miklós hasonlóan fogalmazott az Irodalmi Újságban: "A talaj csupa láthatatlan, gazzal benőtt lyuk, üreg, s egy-egy beomlott gödör mélyén nyugszanak az 1956-os forradalom kivégzett mártírjai.”
Nagy Imre és mártírtársainak kihantolása 1989. március 29-én kezdődött meg. Nagy Imre sírjának (301/1) feltárásán a következő szakemberek vettek részt: Kralovánszky Alán régész, Szabó Árpád, Nemeskéri János antropológus és Harsányi László. A családtagok közül jelen voltak: Nagy Erzsébet, Vészi János, Jánosi Katalin, Jánosi Ferenc, Gimes Lucy, Halda Alíz, Gyenes Judith; rajtuk kívül az eseményen részt vettek még: Hegedűs B. András, Litván György, Mécs Imre, Csillag József és Ember Judit. A Belügyminisztérium videófelvételen dokumentálta az eseményeket.
A feltárási munkálatok 1989. március 30-31-én Gimes Miklós és Maléter Pál (301/2), április 1-jén pedig Szilágyi József sírjának (301/3) kihantolásával folytatódtak. Április 5-én találták meg hosszabb keresés után Losonczy Géza (301/8) földi maradványait.
1989. április 6-án fejeződött be a Nagy Imre és az ő perével kapcsolatban meghaltak és a parcellába temetettek (Gimes Miklós, Maléter Pál, Szilágyi József és Losonczy Géza) kihantolása. A testek arcukra fordítva feküdtek a sírban, kezük drótkötéllel volt átkötve. Nagy Imrét egy fennmaradt protézise és a koponya megegyeztetésével sikerült azonosítani. Losonczy esetében a boncolás során végzett beavatkozások azonosítása segített.

## A 301-es parcella ma

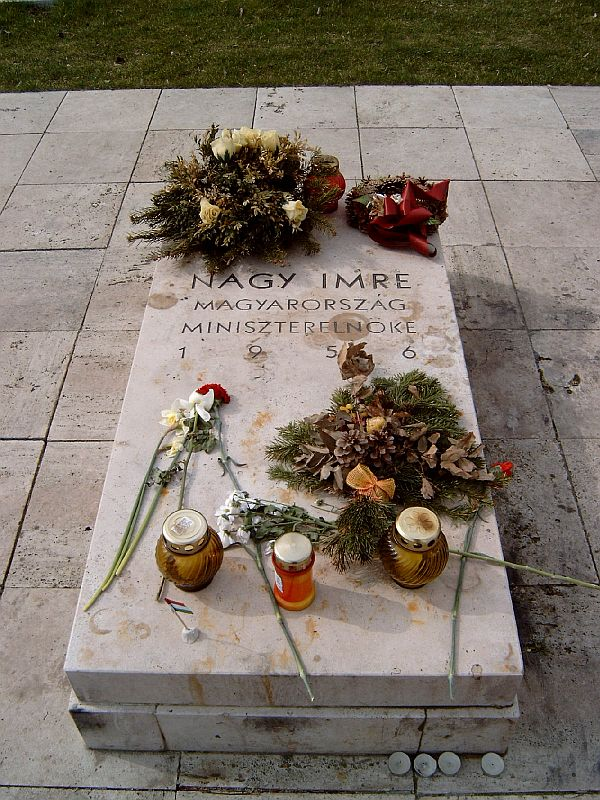
A kivégzett Nagy Imre miniszterelnök síremléke

A demokratikus ellenzék egyes tagjai már a nyolcvanas évek elejétől tartottak megemlékezéseket a kivégzés évfordulóin a 301-es parcellában, kitéve magukat a hatósági zaklatásoknak. Utóbbiakról sok történet kering. Mécs Imre elbeszélése szerint például 1986-ban, az évfordulón három amerikai újságíróval érkezett a parcellához, de egy, a bokrok közül kiugró rendőr százados megtiltotta, hogy letegyék a virágokat, az újságíróktól pedig elvették a jegyzeteiket, illetve a fényképezőgépükből a filmet.)
A parcellában 1992. június elejére készült el a Jovánovics György alkotta emlékmű, amely a Történelmi Igazságtétel Bizottság 1989-es pályázatának nyertese volt.
Az '56-os Szövetség a Nemzeti Panteon elé faragott székelykaput állíttatott, amin ez a felirat látható: Csak magyar lélekkel léphetsz át ezen a kapun. Mögötte márványtáblán egy másik felirat: „A hazáért haltak vértanúhalált”. A kapu a 300-as parcellához vezető út elejét jelzi. Források szerint a székely kaput, amin a „NEMZETI PANTHEON” felirat olvasható, Bosnyák Imre ismert hungarista vezető és szervezete, a Mártírok Igazságtevő Bizottsága emeltette 1992-ben, eredetileg a 301-es és 298-as parcella közé, majd a közfelháborodás nyomására az a 298-as parcella szimbolikus bejáratához került. Azon más felirat nem olvasható.[forrás?]
A 301-es parcella a temető főbejáratától indulva gyalogosan mintegy félórás sétával érhető el, kiterjedése 111,5 x 65 méter.
2019-ben emlékhelyet avattak itt az 1953-ban kivégzett Sándor István szalézi szerzetes emlékére.

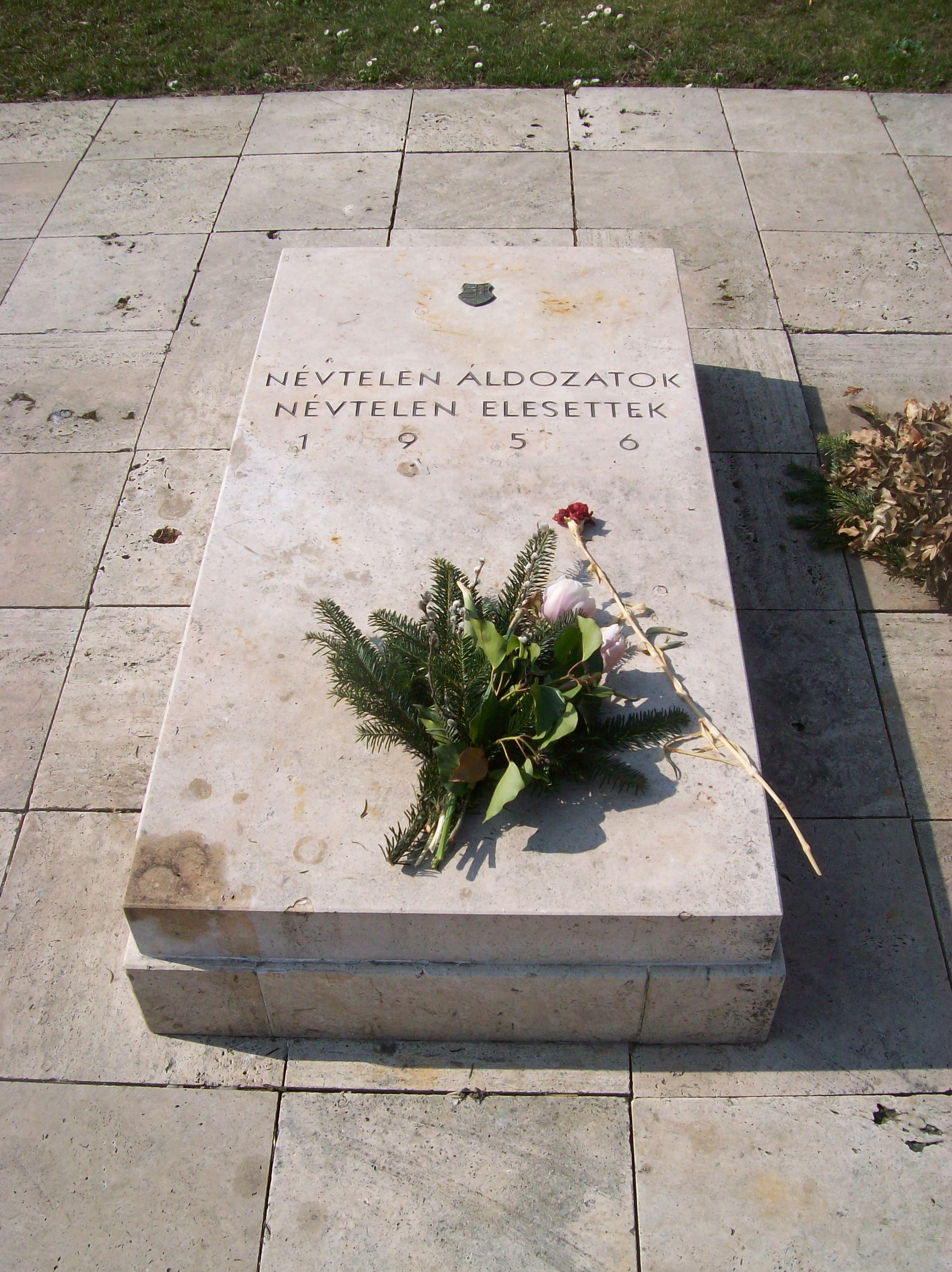
A forradalom névtelen áldozatainak síremléke

## Érdekességek
- 1956-os emlékhely van a párizsi Père-Lachaise temetőben is, a következő felirattal: "Nagy Imrének, Losonczy Gézának, Gimes Miklósnak és az 1956-os forradalom minden kivégzettjének".[21] Felállítását 1986 októberében Méray Tibor javasolta az Emberi Jogok Magyar Ligája emlékülésén a francia szenátus épületében, a sírhelyet Jacques Chirac polgármester javaslatára ingyen kapták a párizsi városi tanácstól, a költségeket a magyar emigráció adakozása biztosította. Az emlékművet 1988. június 16-án avatták, ezzel egyidőben Budapesten rohamrendőrök verték szét a Nagy Imre-perre emlékezők tüntetését.[22]
- Schwajda György Ballada a 301-es parcella bolondjáról (1989) címmel írt darabot.
- Balassa Sándor zeneszerző 301-es parcella (1997) címmel írt zenekari darabot az elhunytak emlékére, amelyet 1997. október 22-én mutatott be a Pesti Vigadóban a Pécsi Szimfonikus Zenekar Howard Williams vezényletével.
- Gulyás János Ismeretlenek – Az Inconnu Csoport (A 301-es parcella) (2005) címmel készített dokumentumfilmet a csoportról, amely 301 kopjafát állított fel a parcellában 1988-ban és 1989-ben.[23]
- 2008-ban arra a megállapításra jutottak, hogy az összes kiírt név 30-40 százaléka köztörvényes és háborús bűnösök neve volt.[24] Negyvenszázalékos volt a „vértanúként" márványtáblába vésett lista hibaszázaléka a Rákoskeresztúri új köztemető emlékhelyén, a 298-as és 301-es parcellában, ezért levették a táblákat.[25]